# Friedrich Felix Mencke
 Friedrich Felix Mencke (* 15. April 1811 in Coesfeld; † 24. April 1874 in Münster) war ein katholischer Priester, Domherr in Münster und erster Feldpropst der preußischen Streitkräfte.

## Leben und Wirken
Friedrich Felix Mencke wurde in Coesfeld, im Münsterland geboren. Dort besuchte er auch das Gymnasium und schloss es 1832 mit dem Abitur ab. Mencke studierte in Münster und erhielt am 18. Februar 1837 die Priesterweihe. Noch im gleichen Jahr wurde er Kooperator in Greven, später promovierte er an der Akademie Münster in alttestamentlicher Theologie und orientalischen Sprachen. Schließlich amtierte er als vom Staat eingesetzter, geistlicher Regierungs- und Schulrat in Münster.
Nachdem die preußische Militärseelsorge 1848 neu geregelt worden war und der Fürstbischof von Breslau, Kardinal Melchior von Diepenbrock zusätzlich das Amt des ersten preußischen Militärbischofs ausübte, übertrug dieser am 12. Mai 1852 seine diesbezüglichen Amtsgeschäfte an Friedrich Felix Mencke. Mencke erhielt den Titel eines Feldpropstes der preußischen Armee, war jedoch kein Bischof und unterstand geistlicherseits der direkten Weisungsgewalt von Kardinal Diepenbrock. Als dieser 1853 starb, musste sich Friedrich Felix Mencke in Rom die ausdrückliche Genehmigung holen, sein Amt als Feldpropst weiter zu führen. 1859 avancierte der Priester zum Domherrn in Münster und wurde dort am 9. Mai des Jahres als Dompropst installiert. In diesem Amt starb er zu Münster 1874 und wurde auf dem Überwasserfriedhof beigesetzt. Er war Inhaber des Roten-Adler-Ordens 3. Klasse.
Menckes Nachfolge als preußischer Feldpropst trat 1859 Leopold Pelldram an, zunächst ebenfalls ohne bischöfliche Gewalt. Dieser wurde jedoch 1865 Bischof von Trier und übte weiterhin, bis zu seinem Tod 1867, auch das Amt des Feldpropstes – nun mit Bischofsweihe – aus. Ab 1868 erhob man die preußische Feldpropstei in den Rang einer eigenen Personaldiözese und die Feldpröpste erhielten fortan automatisch auch die Bischofsweihe.